# Mladeži
Mladeži su benigne, dobroćudne, okruglaste promene na koži. Karakteriše ih tamnija boja, od ružičaste, preko svetlo kestenjaste, do tamno braon boje i mogu biti u ravni sa kožom ili blago uzdignuti.
Mladeži se pojavljuju u svim uzrastima i mogu biti raznih veličina, od nekoliko milimetara, do nekoliko centimetara. Čovek posle tridesete godine ima u proseku između 10 i 40 mladeža na koži. Mladeži se mogu pojaviti bilo gde na koži, pa čak i na kosmatim delovima tela.
Mladeži predstavljaju nepravilno grupisanje i rast melanocitnih ćelija u koži. Melanocitne ćelije proizvode pigment melanin koji daje boju koži i prirodno nas štiti od prekomernog oštećenja kože od sunčevog UV zračenja.
Mladeži su u osnovi benigne, bezopasne promene, ali u retkim slučajevima mogu postati maligni. Potrebno je nadgledati ih, jer bi uočavanje promena moglo da bude važan korak u dijagnozi malignog melanoma na vreme. Melanom se ne razvija uvek od postojećih mladeža, često započinje u blizini ili pored mladeža ili drugih tamnijih delova kože. Manje od 30% melanoma se javlja na mladežu.

## Rizični mladeži
U grupu rizičnih mladeža spadaju:
- kongenitalni (urođeni) pigmentni ipilozni mladeži većeg promera, a koji postoje od samog rođenja,
- displastični mladeži – mladeži većeg promera od 0,5cm, neravnih i često nejasnih ivica, nepravilnog oblika i tamne i nejednake boje.

## Prepoznavanje sumnjivih mladeža
Na osnovu izgleda vizuelno utvrđujemo takozvanim ABCDEF memotehničkim konceptom detekcije:
A – asimetrija - mladež je nepravilnog oblika;
B – granica - mladež ima nepravilne ivice, nareckane prema okolnoj koži;
C – boja - mladež ima zone smanjene ili pojačane boje tj. pigmentacije;
D – dijametar - mladež je većeg promera od 6 mm;
E – elevacija - mladež se uvećava i raste u visinu ili površinski ka okolnoj koži;
F – krvarenje, perutanje, crvenilo;
Osobe sa brojnim atipičnim nevusima imaju znatno veći rizik za razvoj melanoma, tako da je potrebno da odlaze na preglede kod lekara u redovnim vremenskim intervalima.
Mladeži se, takođe, nekada nalaze na nezgodnim mestima na telu, gde su iritacija i trenje povećani (stopala, nausnice i brada, deo tela oko pojasa itd), što može dovesti do povrede mladeža i aktivirati niz problema. U ovakvim slučajevima se savetuje da se pregledate najmanje jednom godišnje ili da uklonite mladež iz preventivnih razloga.
U zavisnosti od indikacija i preporuke samog lekara za uklanjanje mladeža koriste se dve metode:
Radiotalasna metoda je bezbedna, beskrvna i bezbolna (koristi se lokalni anestetik) i toliko elegantna da pacijenti nemaju osećaj da se podvrgavaju hirurškoj intervenciji što je od presudnog značaja za smanjenje stresa i osećaj komfora pacijenta. Jedna od najvećih prednosti radiotalasa je da su zbog svoje preciznosti apsolutno bezbedni za korišćenje pri otklanjanju promena na očnim kapcima bez rizika po oči.
Hirurška metoda kojom se vrši elipsasta ekscizija u lokalnoj anesteziji sa minimalnim rezom. Dubina i širina ekscizije zavisi prvenstveno od tipa mladeža, lokalizacije i da li se uklanja iz estetskih razloga ili se na mladežu uočavaju neke rizične promene u strukturi, boji i obliku.
Patohistološki pregled mladeža, odnosno pregled odstranjenog mladeža pod mikroskopom od strane patologa je obavezan, bez obzira kojom metodom se mladež uklanja i da li se uklanja iz estetskih ili zdravstvenih razloga.

##### Prevencija
- izbegavati solarijum;
- u intervalu od 12h do 16h ne izlagati se suncu intenzivno;
- koristiti kreme sa zaštitnim UV faktorom većim od 30;
- samopregled postojećih i novonastalih mladeža.

## Spoljašnje veze
- Birthmarks via the Cleveland Clinic
- Vascular Birthmarks Foundation
- Birthmarks via MedlinePlus

|  | Molimo Vas, obratite pažnju na važno upozorenje u vezi sa temama iz oblasti medicine (zdravlja). |